# Kanton Saint-Sulpice-les-Feuilles
Kanton Saint-Sulpice-les-Feuilles (francouzsky Canton de Saint-Sulpice-les-Feuilles) je francouzský kanton v departementu Haute-Vienne v regionu Limousin. Tvoří ho devět obcí.

## Obce kantonu
- Arnac-la-Poste
- Cromac
- Les Grands-Chézeaux
- Jouac
- Lussac-les-Églises
- Mailhac-sur-Benaize
- Saint-Georges-les-Landes
- Saint-Martin-le-Mault
- Saint-Sulpice-les-Feuilles